# Suuga
Suuga – wieś w Estonii, w prowincji Viljandi, w  gminie Mulgi (poprzednio w gminie Karksi).